# Die Zeit des Verbrechens
Die Zeit des Verbrechens (Originaltitel: Attention bandits!) ist ein französischer Gangsterfilm aus dem Jahr 1987. Regie führte Claude Lelouch. Das Drehbuch schrieben Claude Lelouch und Pierre Uytterhoeven.

## Handlung
Vier junge Ganoven haben das Juweliergeschäft Cartier in Paris überfallen und reiche Beute gemacht. Ihr Anführer Julien Bastide, genannt Mozart, sucht Simon Verini auf seinem Landgut auf und schlägt ihm vor, er solle den geraubten Schmuck verkaufen. Simon und sein Assistent Charles, genannt Charlot, treffen die vier Banditen. Simon begutachtet die Beute und erklärt sich damit einverstanden, dafür in Amsterdam zehn Millionen Francs aufzutreiben.
Als Charlot auf Verinis Landgut zurückkehrt, findet er den Verwalter und die Haushälterin gefesselt und geknebelt vor. Sie berichten, dass Verinis Frau Françoise entführt wurde. Simon kehrt zurück und erhält einen Telefonanruf des Entführers, der von ihm die Übergabe des Schmuckes als Preis für die Freilassung seiner Frau fordert. Simon willigt ein, begibt sich zum vereinbarten Treffpunkt und übergibt den Koffer mit dem Raubgut. Während der maskierte Entführer mit der Beute die Flucht ergreift, erschießt er Françoise.
Seiner zwölfjährigen Tochter Marie-Sophie verheimlicht Simon den Tod ihrer Mutter und behauptet, sie sei zur erkrankten Großmutter gefahren, um sie zu pflegen. Er bringt Marie-Sophie zur Ausbildung in ein exklusives Internat in der Schweiz. Die vier Juwelendiebe entschädigt er mit seinem eigenen Geld. Zu Hause wartet die Polizei auf ihn, der Kommissar findet in seinem Auto ein wertvolles Schmuckstück aus dem Cartier-Raub und verhaftet ihn. Er wird zu zehn Jahren Gefängnis verurteilt.
Aus dem Gefängnis schreibt er Marie-Sophie, er sei mit ihrer Mutter geschäftlich in Brasilien und könne sie deshalb nicht besuchen. Erst nach Jahren gesteht er ihr, dass er inhaftiert wurde und ihre Mutter nicht mehr lebe. Als Simon entlassen wird, ist Marie-Sophie eine erwachsene junge Frau. Sie wartet vor dem Gefängnis auf ihn, und Vater und Tochter fallen einander in die Arme.
Sie fahren zum ehemaligen Landgut der Familie, das jetzt einem anderen Eigentümer gehört. Marie-Sophies Mutter ist dort heimlich unter Bäumen begraben worden. Sie besuchen das Grab und werden dabei von den neuen Besitzern des Landguts beobachtet. Diese vermuten fälschlicherweise, an jener Stelle sei der Schmuck aus dem Cartier-Raub vergraben. Sie öffnen das Grab und finden das Skelett von Marie-Sophies Mutter. Sie benachrichtigen die Polizei.
Simon und Charlot verabreden sich mit den vier Juwelendieben für ein Wiedersehen zu einem gemeinsamen Essen. Simon vermutet nach wie vor, einer der vier Diebe habe seine Frau ermordet. Mozart tanzt mit Marie-Sophie. Nach dem Essen führt er Simon in die Küche, wo die ehemalige Haushälterin der Verinis auf ihn wartet. Sie gesteht ihm, dass ihr Mann, der sie inzwischen verlassen hat, Simons Frau umgebracht hat. Auch der Bruder ihres Mannes sei an der Planung der Tat beteiligt gewesen. Die beiden Brüder hätten danach ein Restaurant im Burgund gekauft.
Simon und Charlot fahren, begleitet von Mozart und Marie-Sophie, zum Restaurant der beiden Brüder. Simon verlangt mit vorgehaltener Waffe vom Rezeptionisten die Herausgabe der Zimmerschlüssel der beiden. Während Mozart und Marie-Sophie an der Rezeption warten, dringen Simon und Charlot ins Zimmer des Mörders von Françoise Verini ein. Als dieser nach einer Pistole greift, werden die Brüder von Simon und Charlot erschossen. Der Rezeptionist will die Polizei alarmieren, worauf Mozart ihn ebenfalls erschießt.
Marie-Sophie ist entsetzt über die Morde und macht den Männern bittere Vorwürfe. Sie bringen sie zu ihrem Verlobten Antoine und hoffen, dass sie sich wieder beruhigen wird. Im Hotel wartet bereits die Polizei auf Simon. Er trägt den Revolver noch bei sich und wird umgehend festgenommen. Diesmal rechnet er mit einer Gefängnisstrafe von zwanzig bis fünfundzwanzig Jahren. Im Gefängnis kommt Marie-Sophie ihn besuchen und verspricht, sie werde das jetzt jede Woche tun.
Mozart hat sich in Marie-Sophie verliebt, aber sie erklärt ihm, sie werde ihren Verlobten Antoine heiraten. Sie will, dass ihr Vater aus dem Gefängnis befreit wird. Mozart erklärt ihr, aus diesem Hochsicherheitsgefängnis sei eine Flucht unmöglich. Schließlich fragt er sie, ob sie ihn heirate, wenn er ihren Vater aus dem Gefängnis heraushole. Sie antwortet mit ja.
Einer Zeitung entnimmt Mozart, dass an diesem Abend der sowjetische Staatschef in der Pariser Oper eine Opernaufführung besucht. Da kommt ihm die zündende Idee: Er ruft den Chef der Sicherheitskräfte an und erklärt ihm, er habe in der Decke der Oper eine Bombe versteckt. Er verlange, dass die Opernaufführung nicht unterbrochen werde und der sowjetische Staatschef seinen Platz in der Oper nicht verlasse. Seine Forderung sei, dass Simon Verini unverzüglich, vor dem Ende der Opernvorstellung, freigelassen werde. Wenn seine Bedingungen erfüllt worden seien, werde er dem Sicherheitsdienst mitteilen, wie die Bombe zu entschärfen sei. Andernfalls jage er das Opernhaus in die Luft.
Der Bluff funktioniert: Simon Verini wird aus dem Gefängnis entlassen und setzt sich in ein Taxi, während im Radio die Meldung verbreitet wird, er sei ausgebrochen. Er trifft sich mit Manouchka, einer Freundin der Familie, und bittet sie, ihm ein Versteck zu besorgen. In einem Zimmer am Ufer der Seine wird er untergebracht, und der Hauswirt bietet ihm und Charlot an, sie beide am nächsten Tag mit einem Frachtschiff nach Deutschland zu bringen.
Mozart ruft Marie-Sophie an und entbindet sie von ihrem Versprechen, ihn zu heiraten. Sie ist beeindruckt von diesem Verzicht wie auch davon, dass Mozart es geschafft hat, ihren Vater freizubekommen. Sie kommt zum Schluss, dass ihr Verlobter Antoine für gute Zeiten in Ordnung, aber in Krisensituationen kein fester Halt sei. Sie schlägt Mozart vor, er und sie könnten es ja miteinander versuchen, worauf er sie sanft küsst. Während Simon und Charlot mit dem Frachtschiff davonfahren, winken Marie-Sophie, Mozart und Manouchka zum Abschied.

## Hintergrund
Während des Films erklingen, neben der Musik von Francis Lai, Teile der langsamen Sätze aus den Klavierkonzerten Nr. 20 (KV 466) und Nr. 21 (KV 467) von Wolfgang Amadeus Mozart sowie ein Ausschnitt aus seiner Ouvertüre zur Oper "Die Zauberflöte".

## Kritik
Das Lexikon des internationalen Films urteilte, der Film sei „unlogisch und unglaubwürdig“. Der Film sei ein in „geschmäcklerischen Bildern inszeniertes Märchen über die idealisierte Unterwelt“ in Frankreich.